# Саралегуи, Хабес
Хабес Эстебан Саралегули (исп. Jabes Esteban Saralegui; род. 12 апреля 2003, General Ramírez, Энтре-Риос) — аргентинский футболист, полузащитник клуба «Бока Хуниорс».

## Клубная карьера
Саралегули — воспитанник клуба «Бока Хуниорс». В 2022 году игрок был включён в заявку команды на сезон. 25 октября 2023 года в матче против «Расинга» из Авельянеды он дебютировал в аргентинской Примере.